# Leo Albering
Leonardus Antonius Henricus (Leo) Albering (Groningen, 7 februari 1904 - Baarn, 7 april 1972) was een Nederlands docent, schrijver en politicus namens de Katholieke Volkspartij.
Albering studeerde, als telg uit een Groningse familie, Nederlandse taal- en letterkunde aan de Rijksuniversiteit Groningen (tot 1930), waar hij vier jaar later ook promoveerde in de letteren en wijsbegeerte. Na zijn studie ging hij in 1934 aan de slag als docent Nederlands en geschiedenis aan het Onze Lieve Vrouwelyceum te Breda. In 1941 schreef hij zijn eerste (jongens)boek onder het pseudoniem A. van Groningen. Voor de oorlog was Albering al politiek actief, toen nog binnen de RKSP. Tijdens de oorlog werd hij als gijzelaar geïnterneerd in Sint-Michielsgestel; na de bevrijding van het kamp werd hij lid van de staf van Prins Bernhard.
In 1946 werd Albering adviserend lid van het KVP-partijbestuur (de opvolger van de RKSP), en werd hij algemeen secretaris van de partij. Een jaar later werd hij ook directeur van het partijbureau (1947 - 1957). In 1949 is hij daarnaast ook gevraagd zitting te nemen in de Kiesraad, als plaatsvervangend voorzitter.
In 1956 is Albering in de Tweede Kamer benoemd, waar hij vooraanstaand lid is geweest van diverse commissies, waaronder als ondervoorzitter van de vaste commissie voor Onderwijs, Kunsten en Wetenschappen (1963 - 1965), ondervoorzitter van de vaste commissie voor Civiele Verdediging (1963 - 1967), voorzitter van de Commissie van Voorbereiding voor het wetsontwerp regeling van de omroep (1963 - 1966) en enkele andere bijzondere commissies; meestal met een link naar het onderwijs en/of de krijgsmacht.
Hij hield zich in de Kamer dan ook vooral bezig met het onderwijs, binnenlandse zaken en middenstandsaangelegenheden. Hij was in 1962 een van de woordvoerders bij de behandeling van de Mammoetwet namens de KVP. In 1967 was hij onderdeel van de minderheid van zijn fractie die tegen de motie-Van Leeuwen stemde over een hogere rijksbijdrage aan de AWBZ. In 1961 is hij nog gepolst voor het fractievoorzitterschap, waar hij voor bedankte.
In 1969 legde hij al zijn politieke functies neer op 65-jarige leeftijd. In 1968 is hij benoemd tot Ridder in de Orde van de Nederlandse Leeuw.
- Biografisch Portaal: 88147665
- Digitale Bibliotheek voor de Nederlandse Letteren: gron012
- Gemeinsame Normdatei: 1089809824
- International Standard Name Identifier: 0000 0000 7358 3148
- Library of Congress Control Number: no2010009775
- Nederlandse Thesaurus van Auteursnamen: 073067571
- Parlement.com: vg09lkxbdsz6
- Virtual International Authority File: 88969213
- WorldCat: E39PBJxRDfJpXhGvwC3JycM3wC